# Retuorn
Retuorn (deutsch: Rückkehr) ist ein Schweizer Fernsehfilm nach der Erzählung Accord des rätoromanischen Schriftstellers Oscar Peer.

## Handlung
Simon kehrt nach Jahren in sein Heimatdorf in den Schweizer Alpen zurück. Aus Gesprächen und Rückblenden erfährt der Zuschauer von seiner Vergangenheit: Er war Holzfäller und Wilderer; eines Tages war er auf der Jagd nach einem Hirsch und erschoss dabei versehentlich seinen Nachbarn Luzi, den er im Gebüsch nicht gesehen hatte. Er musste ins Gefängnis, wobei nicht klar wird, ob ihm vom Gericht Absicht unterstellt wurde. Während der Haftzeit starb seine Frau, und die anderen Dorfbewohner verzögern die Nachricht ans Gefängnis, um zu verhindern, dass Simon zur Beerdigung kommen kann.
Nun, bei seiner Rückkehr, kann er sein Haus nicht mehr beziehen, da es inzwischen verkauft wurde. Er darf sich stattdessen in einer alten, leerstehenden Mühle einrichten. Es fällt ihm schwer, sich in die Dorfgemeinschaft wieder einzufügen. Die Einzigen, die offen und freundlich auf ihn zugehen, sind Vera, die mit ihrem Mann Simons Haus gekauft hat, und der etwa 13-jährige Jon, der ihm hilft, die alte Mühle in Ordnung zu bringen.
Die Holzfäller des Dorfes versammeln sich, um die «Akkorde» zu verteilen: Gemeint sind die Gebiete, die jeweils einer Gruppe zum Holzschlagen zugewiesen werden. Gegen den Rat des Försters will Simon mit niemandem zusammenarbeiten und bekommt für sich allein ein sehr felsiges, unwegsames Gelände zugelost. Dort lebt er nun in einer kleinen Holzhütte, um nach dem Arbeitstag nicht mehr den Weg ins Dorf antreten zu müssen. Als Vera und Jon ihn dort besuchen, reagiert er zunächst verschlossen, zeigt dann aber doch seine Freude. Jon, der noch Schulferien hat, möchte bei Simon bleiben und ihm helfen. Ein paar Tage geht das gut, doch dann wird Jon von den Ästen eines «tanzenden» (d. h. beim Fallen sich drehenden und die Fallrichtung ändernden) Baumes getroffen. Simon trägt Jon ins Tal, wo er nun bleiben soll.
Simon wird immer wieder von Erinnerungen verfolgt, die in Schwarz-Weiss-Rückblenden gezeigt werden. Aus denen geht hervor, dass sich vor seiner Haftzeit zwischen Simon und Elly, der Frau des später erschossenen Luzi, eine Liebesgeschichte anbahnte, wobei unklar bleibt, wie weit diese ging. Auch sieht er immer wieder den toten Luzi plötzlich vor sich im Wald stehen. Er bleibt bis zum Winter in seiner Hütte und lässt sich kaum im Dorf sehen. Die seit dem Sommer gefällten Baumstämme sollen nun auf den verschneiten Wegen ins Tal gerutscht werden. Der vorbeikommende Förster sieht aber, dass einige Stämme sich ineinander verhakt haben und Simon nicht alleine damit zurechtkommt. Während er Hilfe holt, versucht Simon weiter, einzelne Stämme herauszulösen, wobei die Stämme ins Rollen geraten, Simon unter sich begraben und ins Tal mitziehen. Die anderen Waldarbeiter tragen ihn schwerverletzt ins Dorf, er verweigert aber, ins Spital gebracht zu werden. Vera lässt ihn in ihr Haus (früher Simons eigenes Haus) bringen. Mit schwacher Stimme lässt er noch einmal Jon zu sich rufen, um ihm seine Taschenuhr zu schenken. Ob er den Unfall überlebt und ob er ihn bewusst oder fahrlässig herbeigeführt hat, bleibt unklar.

## Produktion
Retuorn ist eine Produktion der Abteilung für rätoromanische Sendungen beim Schweizer Fernsehen. Der Film wurde an Originalschauplätzen in Ardez, Ftan, Guarda, Scuol, Tschlin und im Val Sinestra gedreht und am 12. April 1986 zum ersten Mal ausgestrahlt.
Die Gespräche zwischen Simon und Vera sind deutsch, alle anderen Dialoge des Films rätoromanisch (mit deutschen Untertiteln).